# Dornenreich
Dornenreich (з нім. "dornen" - "шипи", "reich" - "багатство", "заможність" або "край", в значенні території) — австрійський гурт, заснований у 1996 році. Грає музику  в стилі melodic black metal. За весь час існування, розвиваючись, прийшли до власного звучання, близького до стилю неофолк. Всі альбоми випускають на лейблі Prophecy Productions.

## Історія
Засновником гурту вважається Thomas "Valñes" Stock, який вирішив розпочати музичний експеримент у 1996, що згодом перетворився на повноцінний гурт. Назвою було обрано "Dornenreich" як щось середне між "Країна шипів" чи "Наповнений шипами". Jochen "Evíga" Stock приєднався протягом 1996 року і вони почали писати свої перші пісні. У квітні 1997 приєднався Moritz "Gilvan" Neuner але вийшов зі складу після виходу першого альбому Her von welken Nächten.
Через 4 роки, двох студійних альбомів та багатьох часів роботи нарешті був створений альбом Hexenwind, який вважається найбільш зрілим та атмосферним. Планувалось випустити цей альбом у подвійному форматі, разом із Durch den Traum. У квітні 2006-го Thomas Stock вийшов зі складу гурту, щоб займатись власним музичним проектом "Eyas". Тоді як Jochen Stock підтвердив, що Thomas "Inve" Riesner стане "новим старим" членом гурту.
У 2007, Dornenreich грали на фестивалі Summer Breeze і цей виступ записувався для релізу DVD Nachtreisen. Після виходу лайтового In Luft geritzt у 2008, новий альбом Flammentriebe був більш схожий на Her von welken Nächten.
У 2014 було випущено альбом Freiheit.

## Склад гурту
- Jochen Stock (a.k.a. Evíga) - вокал, ритм-гітара, бас-гітара (1996—present)
- Thomas Riesner (a.k.a. Ínve) - віолончель (2006—present)
- Moritz Neuner (a.k.a. Dragomir or Gilván) - барабани (1997–2001, 2009—present)

## Колишні учасники
- Thomas Stock (a.k.a. Valñes or Dunkelkind) - вокал, клавішні (1996–2006)

## Дискографія
- Mein Flügelschlag (демо, 1997)
- Nicht Um Zu Sterben (альбом, 1997)
- Bitter Ist's Dem Tod Zu Dienen (альбом, 1999)
- Her von welken Nächten (альбом, 2001)
- Hexenwind (альбом, 2005)
- Durch Den Traum (альбом, 2006)
- In Luft geritzt (альбом, 2008)
- Whom The Moon A Nightsong Sings (компіляція, 2010)
- Flammentriebe (альбом, 2011)
- Freiheit (альбом, 2014)

## Зовнішні посилання
- Офіційний сайт
- Сторінка на Last FM [Архівовано 13 липня 2014 у Wayback Machine.]